# Ледьярд (Нью-Йорк)
Ледьярд (англ. Ledyard) — місто (англ. town) в США, в окрузі Каюга штату Нью-Йорк. Населення — 1655 осіб (2020).

## Демографія
Згідно з переписом 2010 року, у місті мешкало 1886 осіб у 610 домогосподарствах у складі 401 родини. Було 929 помешкань
Расовий склад населення:
| - 94,9 % — білих - 1,5 % — чорних або афроамериканців - 0,8 % — азіатів - 0,2 % — корінних американців |

До двох чи більше рас належало 1,9 %. Частка іспаномовних становила 2,7 % від усіх жителів.
За віковим діапазоном населення розподілялося таким чином: 15,2 % — особи молодші 18 років, 69,4 % — особи у віці 18—64 років, 15,4 % — особи у віці 65 років та старші. Медіана віку мешканця становила 35,5 року. На 100 осіб жіночої статі у місті припадало 84,0 чоловіків;  на 100 жінок у віці від 18 років та старших — 81,6 чоловіків також старших 18 років.
Середній дохід на одне домашнє господарство  становив 77 560 доларів США (медіана — 67 188), а середній дохід на одну сім'ю — 84 338 доларів (медіана — 75 909). Медіана доходів становила 53 098 доларів для чоловіків та 45 795 доларів для жінок. За межею бідності перебувало 12,1 % осіб, у тому числі 23,7 % дітей у віці до 18 років та 7,4 % осіб у віці 65 років та старших.
Цивільне працевлаштоване населення становило 977 осіб. Основні галузі зайнятості: освіта, охорона здоров'я та соціальна допомога — 37,1 %, виробництво — 10,6 %, мистецтво, розваги та відпочинок — 9,1 %.